# August Bender
August Heinrich Bender (ur. 2 marca 1909 w Düren, zm. 29 grudnia 2005 tamże) – lekarz w obozie koncentracyjnym Buchenwald i SS-Sturmbannführer.
Doktor medycyny, członek NSDAP (nr legitymacji partyjnej 2087161) i SS (nr identyfikacyjny 194671). W czasie II wojny światowej pełnił służbę w 3 Dywizji SS-Totenkopf. Od połowy 1944 do 11 kwietnia 1945 roku Bender był lekarzem oddziałowym w obozie w Buchenwaldzie. Był jednym z nielicznych lekarzy SS, którzy nie brali bezpośrednio udziału w zbrodniach popełnianych na więźniach obozu.
W procesie załogi Buchenwaldu przed amerykańskim Trybunałem Wojskowym w Dachau Bender został skazany na 10 lat więzienia, ale karę wkrótce zamieniono mu na 3 lata pozbawienia wolności.